# サービス科学
サービス科学 (サービスかがく、サービス・サイエンス、英: service science) とは、経営工学、社会工学、システム科学、生産管理、サービス・マーケティング、マーケティング・サイエンス、法律学、経営戦略などをはじめとする様々な学術分野が融合し、サービスについての研究を行う新しい領域の学問である。

## 概要
サービス・サイエンス（SSME）という言葉は、IBMによって提唱された概念である。学問の垣根を越えてサービス・システムを推進し、人々の知恵と技術を駆使し、他者へ価値を提供する複雑なシステムを仕様化することである。より正確に述べるなら、サービス・サイエンスとは、科学、経営、工学の応用的領域であり、企業など組織が他者と一体となり利益（価値）を生み出すことである。
また、今日、先進国だけでなく、急速に発展が進む開発途上国においても、サービス産業は経済的に最も大きい割合を占めており、これらサービス産業が、よりシステム工学的なイノベーションを行うことに、学術界、産業界、政府らは注目している。サービス科学は、今までの学術領域の再編というわけではなく、多くの学術領域をまたがって、サービスに関する知恵を集め、新たな学術領域、研究分野として確立されることが望まれている。

## サービスとは
産業分類において、サービス産業とは、農林水産業または工業のいずれにも当てはまらないものを意味する。（第三次産業）
一般的にサービスとは、一連の行為やパフォーマンス、経験などを個人あるいは組織が提供し、他者への利益をもたらすものである。例えば、スーツをオーダーメイドすること、夕食を注文すること、リムジンを貸し切ること、国を防衛すること、折れた骨を治すこと、学校で教育を受けること、企業のITシステムを稼動させることなどがあげられる。これら全てにおいて、サービスは、技能や知識を開発すること、他の企業にない優位性をもつことで利益を伸ばすこと、個人単位で提供される場合もあり顧客に応じてカスタマイズできる仕事であること、顧客から何らかの情報の提供が必要であること（例: レストランにおいてステーキの好みの焼き加減をウェイターに注文する）が特徴である。

## サービス・システム
サービス・システムとは、サービス・マネジメント、サービス・オペレーション、サービス・マーケティング、サービス・デザイン、そしてサービス工学の分野において使われる用語である。
サービス科学におけるサービスとは、サービス提供者とサービス顧客の両方が一体となり、価値を創り上げる（共創）だといえる。例えば、医療分野においては、医師が患者に質問し、検査し、薬を処方する。この時、患者は質問に回答し、検査に協力することで、適切な薬を得ることができる。医師、患者、またそれ以外の医療従事者、さらに技術とが一体となり、価値（この例では健康）を創り上げる。

## サービス科学の特徴
サービスに関する学術的、産業的な長い歴史はアダム・スミスによって始められ、現在に至る。かつて、多くの関心はマーケティングや経営、経済に焦点を当てたものであったが、技術革新により技術を用いたサービスが増え続け、多くの伝統的な製造業はより多くの収入を得るためにサービス事業を始めるようになった。今では、産業界においてサービス・イノベーションは技術革新よりも重要だと認識されている。ただし、サービス・イノベーションについては、一般的な解釈はまだなされていない。
サービス・サイエンスのを説明する上で最も重要な事は、複数の領域間の相互作用性である。ただ単に、あるサービスの一つ一つの特徴を見つけることではなく、人々や技術、ビジネスロジックが互いに結びついた一つのシステムとしてサービスを考えることにある。サービス・サイエンスは、複数の既存の領域の知恵を元に、新たなアイデアが作りだされる。例えば、情報工学、認知科学、経済学、組織行動論、人事、マーケティング、オペレーションズ・リサーチなどの分野が1つのチームにまとまることを目指している。
IBMでは、実際に、サービス・サイエンスを重要な戦略として位置づけ、成果としている。HPでも同様の理由で、サービス・サイエンス・システムセンターを設立した。オラクルは、IBMと共同で、サービス・リサーチ・イノベーション・イニシアティブのコンソーシアムを設立した。
EUでは、NESSIグループが、サービス・サイエンスのワーキング・グループを設立した。
サービス・サイエンスの定義には誤解を招く可能性もあるが、コンピュータ・サイエンスからの類推だとすることができる。コンピュータ・サイエンスの成果には、基礎科学（例えば、物理学や化学）だけでなく、それ以上に数学や電子工学、心理学の分野が集まって融合することによって共通の目的を果たしたことによるものが大きい。サービス・サイエンスも同様で、ただしコンピュータサイエンスより分野が幅広い。経済学者、社会科学者、数学者、コンピュータ科学者、そして議員らが協力しあい、大きなゴールに向かって、分析し、戦略を立案し、経営し、今までに作られてきた複雑なシステムを進化させることを目標としている。
大学においても、サービス科学の社会的需要に対して動きはじめている。例えば、カリフォルニア大学バークレー校では、SSMEプログラムを創設した。ノースカロライナ州立大学では、コンピュータ・サイエンスの学位と同様にサービスのためのMBAコースを創設した。両方のケースにおいても、大学は幅広くの分野が相互に協力することを認識している。他の大学においても、カーネギーメロン大学、メリーランド大学カレッジパーク校、アリゾナ州立大学、北イリノイ大学、アアルト大学（旧:ヘルシンキ工科大学）、シドニー大学、シンガポール国立大学などでサービス科学の学際的コースが創設されている。
学術雑誌においても、サービス科学に関する論文が現れるようになった。例えば、ACMの Communications of the ACM focused entirely on service science やIEEEの Steps Toward a Science of Service Systems などで見ることができる。

## 日本におけるサービス科学

### イノベーション25戦略会議
安倍内閣におけるイノベーション25戦略会議では、2025年までに国が目指すイノベーション政策を明らかにし、長期戦略として位置づけた。2007年の中間とりまとめでは、クロネコヤマト、アートコーポレーション、フェデックス、アマゾン、グーグル等を「サービス・イノベーション」の例として挙げた。

### サービス・イノベーション人材育成推進プログラム
文部科学省では、サービス産業の重要性は高いものの生産性の低い日本のサービス産業の競争力を強化するため、2008年から「サービス・イノベーション人材育成推進プログラム」の事業を開始した。
東京工業大学、京都大学、東北大学、筑波大学など6つの大学で人材育成プログラムが開始されている。